# Lista do Patrimônio Mundial na República do Congo
A Organização das Nações Unidas para a Educação, a Ciência e a Cultura (UNESCO) propôs um plano de proteção aos bens culturais do mundo, através do Comité sobre a Proteção do Património Mundial Cultural e Natural, aprovado em 1972. Esta é uma lista do Patrimônio Mundial existente na República do Congo, especificamente classificada pela UNESCO e elaborada de acordo com dez principais critérios cujos pontos são julgados por especialistas na área. A República do Congo, país do Golfo da Guiné cujo legado cultural é marcado pela presença histórica dos povos bantu, ratificou a convenção em 10 de dezembro de 1987, tornando seus locais históricos elegíveis para inclusão na lista.
O sítio Trinacional Sangha (compartilhado com os Camarões e República Centro-Africana) foi o primeiro local da República do Congo incluído na lista do Patrimônio Mundial da UNESCO por ocasião da 36ª Sessão do Comitè do Património Mundial, realizada em São Petersburgo (Rússia) em 2012. Desde a mais recente adesão à lista, a República do Congo totaliza dois sítios declarados como Patrimônio da Humanidade, sendo ambos estes locais de classificação Natural.

## Bens culturais e naturais
A República do Congo conta atualmente com os seguintes lugares declarados como Patrimônio da Humanidade pela UNESCO:
| | Trinacional Sangha |
| Bem natural inscrito em 2012. |                    |
| Este bem é compartilhado com: Camarões e República Centro-Africana. |                    |
| Localização: Sangha |                    |
| Localizado na bacia noroeste do rio Congo, no ponto de confluência das fronteiras dos Camarões, da República do Congo e da República Centro-Africana, este local abrange três parques nacionais contíguos totalizando uma área de mais de 750.000 hectares, onde as atividades humanas dificilmente alteraram a natureza. O local possui uma vasta gama de ecossistemas de florestas tropicais úmidas, além de flora e fauna muito ricas. Este último compreende espécies como o crocodilo do Nilo e um grande predador - o peixe-tigre Golias. Espécies herbáceas crescem nas clareiras da floresta, e a região de Sangha abriga uma população considerável de elefantes florestais, bem como gorilas das planícies ocidentais (em grave perigo de extinção) e chimpanzés (uma espécie também ameaçada). O ambiente do local permitiu a continuidade de processos ecológicos e evolutivos em larga escala, bem como a preservação de uma grande biodiversidade que abrange inúmeras espécies animais ameaçadas de extinção. (UNESCO/BPI) |                    |

| | Maciço florestal de Odzala-Kokoua |
| Bem natural inscrito em 2023. |                                   |
| Localização: Cuvette-Ouest |                                   |
| Este local é um excelente exemplo, em uma escala excepcional, do processo de recolonização florestas pós-glacial dos ecossistemas de savana. Portanto, o parque é ecologicamente significativo como ponto de convergência entre múltiplos ecossistemas (floresta congolesa, floresta da Baixa Guiné e savana). A ampla gama de classificações de idade ao longo do espectro de sucessão florestal contribui para a ecologia altamente distinta do parque, que incorpora uma ampla variedade de processos ecológicos notáveis. É um dos mais importantes redutos para elefantes-de-floresta na África Central e é reconhecido como o parque com a mais rica diversidade de primatas da região. (UNESCO/BPI) |                                   |

## Lista Indicativa
Em adição aos sítios inscritos na Lista do Patrimônio Mundial, os Estados-membros podem manter uma lista de sítios que pretendam nomear para a Lista de Patrimônio Mundial, sendo somente aceitas as candidaturas de locais que já constarem desta lista. Desde 2008, a República do Congo possui 4 locais na sua Lista Indicativa.
| Sítio                                          | Imagem | Localização | Ano  | Dados UNESCO      | Descrição |
| ---------------------------------------------- | ------ | ----------- | ---- | ----------------- | --- |
| Antigo porto de embarque de escravos de Loango |        | Kouilou     | 2008 | Cultural: (vi)    | O antigo porto negreiro de Loango, banhado pela antiga Lagoa de Tchibete, está localizado na subprefeitura de Hinda, no departamento de Kouilou. Limita-se a sudeste pela Pointe Indienne, a sul e sudoeste pelo Oceano Atlântico, a noroeste pela aldeia Matombi e a nordeste por Buali (antiga capital do Reino de Loango).                                                                          |
| Sítio real de Mbé                              |        | Pool        | 2008 | Cultural: (v)(vi) | Situado a cerca de 200 quilómetros de Brazzaville, no departamento de Pool, o domínio real de Mbé constitui o elo central de toda uma entidade etnolinguística. O Reino Téké era conhecido pelos exploradores europeus já no século XV como "Reino de Anzico". A propriedade indicada abrange ruínas das residências reais, templos e florestas sagradas.                                              |
| Parque nacional de Conkouati-Douli             |        | Kouilou     | 2008 | Natural: (ix)(x)  | O Parque Nacional de Conkouati-Douli, estabelecido em 1999, se estende por uma área de 500,950 hectares de vegetação halófita ou rasteira (como a Aternanthera maritima, Canavilia rosea, Diodia spp. e Ipomea spp.), além de matagais densos e rasteiros. O parque se divide numa porção litorânea e numa densa floresta tropical com rios e ilhotas que abrigam grande diversidade de fauna e flora. |